# 吉伦特派纪念碑

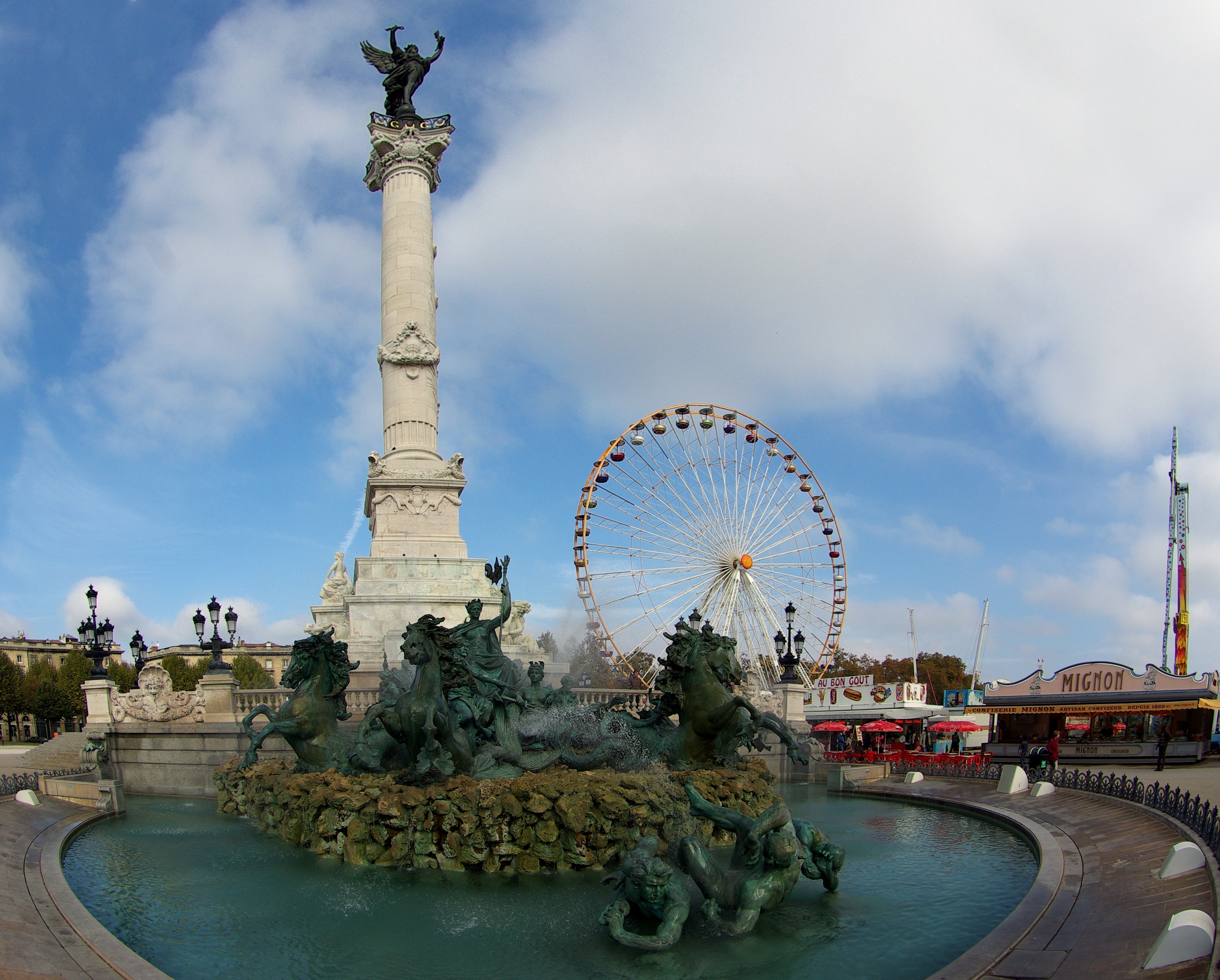
吉伦特派纪念碑

吉伦特派纪念碑（法語：monument aux Girondins，發音：[mɔnymɑ̃ o ʒiʁɔ̃dɛ̃]）座落在法国城市波尔多的梅花广场，兴建于1894年到1902年，纪念在恐怖统治时期受害的吉伦特派成员。2004年7月8日，被列为法国历史古迹。

## 历史
1868年，建筑师朱利安·加代，马格里特-埃利·加代的侄孙，提议为在波尔多多芬广场（今天的甘必大广场）被杀害的吉伦特党人建立一座纪念碑。1794年，埃利·加代等吉伦特党人，以及那些帮助他们的人，在那里用断头台处死。由于1870年在巴黎沙龙进行募捐，这个工程才得以实现。
1881年，波尔多市议会作出决定，将竖立被害吉伦特派成员的纪念碑。1887年3月29日，选定了兴建纪念碑的地点，随后在6月10日下令，将进行对所有法国艺术家开放的纪念碑设计竞赛。在第二轮竞赛中，1888年，首奖被授予朱尔·雅克·拉巴蒂和皮埃尔·埃斯基耶。但是他们的草案无法实现，于是实施第二名，即雕塑家阿方斯·迪米拉特尔和建筑师亨利·德弗兰的方案。 
与此同时，在1888年，梅花广场还计划兴建另一个项目：巴托尔迪喷泉，但波尔多市议会认为其价格过于昂贵，于是改在里昂的沃土广场兴建。 

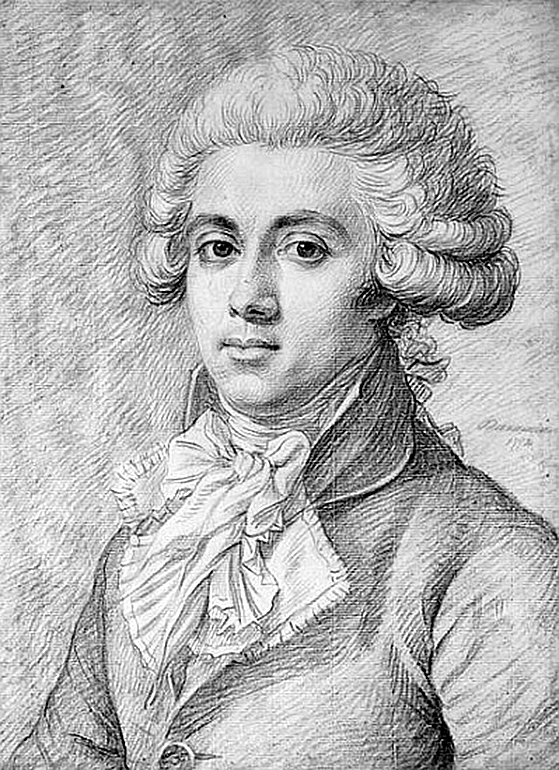
皮埃尔·维克蒂尼安·韦尼奥
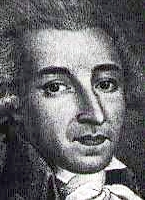
弗朗索瓦·比佐
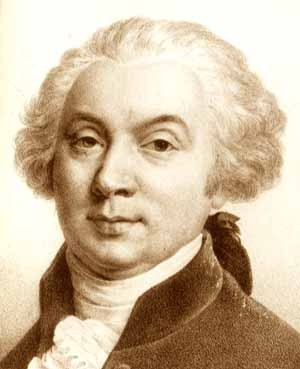
热罗姆·佩蒂翁·德·维尔纳夫
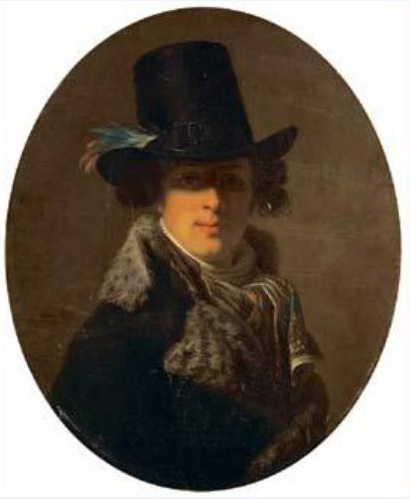
夏尔·让·马里·巴尔巴鲁
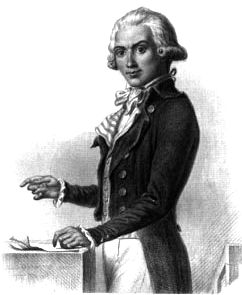
马格里特-埃利·加代